# Barış Alper Yılmaz
Barış Alper Yılmaz (Rize, 23 de mayo de 2000) es un futbolista turco que juega en la demarcación de centrocampista para el Galatasaray S. K. de la Superliga de Turquía.

## Trayectoria
Fue transferido al Galatasaray S. K. el 9 de julio de 2021. Su contrato fue ampliado el 4 de mayo de 2023 hasta el final de la temporada 2026-27.
Se proclamó campeón de la Superliga en la temporada 2022-23 con el Galatasaray. Tras derrotar al Ankaragücü por 4-1 a domicilio en el partido de la 36.ª jornada, el 30 de mayo de 2023, el Galatasaray se afianzó en el liderato a dos semanas del final y conquistó su 23.er campeonato.

## Selección nacional
Tras jugar en la selección de fútbol sub-21 de Turquía, finalmente hizo su debut con la selección absoluta el 13 de noviembre de 2021 en un partido de clasificación para la Copa Mundial de Fútbol de 2022 contra Gibraltar que finalizó con un resultado de 6-0 a favor del combinado turco tras los goles de Kerem Aktürkoğlu, Merih Demiral, Serdar Dursun, Mert Müldür y un doblete de Halil Dervişoğlu.
El 12 de octubre de 2023 marcó el gol de la victoria por 1-0 sobre Croacia en la fase de clasificación para la Eurocopa 2024, torneo al que fue convocado.

### Participaciones en Eurocopas
| Copa          | Sede     | Resultado        | Partidos | Goles |
| ------------- | -------- | ---------------- | -------- | ----- |
| Eurocopa 2024 | Alemania | Cuartos de final | 5        | 0     |

## Clubes
| Club                      | País    | Año       | Partidos | Goles |
| ------------------------- | ------- | --------- | -------- | ----- |
| Ankara Demirspor          | Turquía | 2017-2020 | 44       | 1     |
| Ankara Keçiörengücü S. K. | Turquía | 2020-2021 | 36       | 8     |
| Galatasaray S. K.         | Turquía | 2021-     | 157      | 28    |

## Palmarés

### Campeonatos nacionales
| Título               | Club              | País    | Año  |
| -------------------- | ----------------- | ------- | ---- |
| Superliga de Turquía | Galatasaray S. K. | Turquía | 2023 |
| Supercopa de Turquía | Galatasaray S. K. | Turquía | 2023 |
| Superliga de Turquía | Galatasaray S. K. | Turquía | 2024 |
| Copa de Turquía      | Galatasaray S. K. | Turquía | 2025 |
| Superliga de Turquía | Galatasaray S. K. | Turquía | 2025 |